# Montreuil-le-Gast
Montreuil-le-Gast é uma comuna francesa na região administrativa da Bretanha, no departamento Ille-et-Vilaine. Estende-se por uma área de 9,13 km². Em 2010 a comuna tinha 1 986 habitantes (densidade: 217,5 hab./km²).